# Ludwig Diehl (Autor)
Ludwig Diehl (* 4. August 1866 in Pirmasens; † 31. März 1947 in Stuttgart) war ein deutscher Schriftsteller.

## Leben
Nach seiner Grundschulzeit an der Lateinschule Pirmasens, besuchte Ludwig Diehl das Gymnasium in Zweibrücken (heutiges Herzog-Wolfgang-Gymnasium) und das Karls-Gymnasium in Stuttgart. Er schlug die Offizierslaufbahn in der Württembergischen Armee ein. Ab 1887 war er in Ludwigsburg stationiert und ab 1900 in Weingarten. 
Bereits in den Neunzigerjahren widmete er sich daneben dem Verfassen literarischer Texte. Diehl nahm als Bataillonsführer am Ersten Weltkrieg teil und hatte zuletzt den Rang eines Obersts. Nach Kriegsende lebte er als Schriftsteller in Stuttgart. Er war ein Sammler von Altertümern, bekannt wurde seine Sammlung historischer Holzskulpturen.
Ludwig Diehls literarisches Werk umfasst Romane, Erzählungen, Theaterstücke und Reiseberichte. Seinen größten Erfolg erzielte er mit dem Roman "Suso", der vom Leben des mittelalterlichen Mystikers Heinrich Seuse handelt. 

## Werke
- Acht Soldaten-Geschichten, Stuttgart 1897
- Einquartierung im Pensionat, Berlin 1898
- Der Altertümer-Sammler, Berlin [u. a.] 1909
- Wilphilde, Stuttgart 1918
- Suso, Stuttgart 1921
- Ahasver, Hamburg 1924 (das Buch kam im Rahmen der von der nationalsozialistischen Deutschen Studentenschaft initiierten Organisation 'Aktion wider den undeutschen Geist' auf die Schwarze Liste 'verbrennungswürdiger Literatur')[2]
- Alt-Lindau, Tübingen 1924
- Erlebtes und Erlauschtes aus Alt-Mergentheim, Stuttgart 1925
- Wildbad, Tübingen 1925
- Sphinx, Hamburg 1926
- Arische Springflut am Nil, Stuttgart 1927
- Aton, Stuttgart 1929
- Diether und Wilfhilde, Nürnberg 1937
- Der Meister und die Mütter, Leipzig 1941
- Ägyptische Miniaturen, Stuttgart 1942